# Dynamische parallax
De dynamische parallax is een methode om de afstand van een dubbelster en de massa's van zijn componenten af te leiden uit een aantal waarneembare gegevens. Het is hierbij nodig beide componenten afzonderlijk te kunnen onderscheiden, dus een zogenaamde visuele dubbelster. De methode maakt daarnaast ook gebruik van de theoretische massa-lichtkrachtrelatie van hoofdreekssterren.

## Waarnemingsgegevens
De methode steunt op de waarnemingsgegevens:
- de schijnbare visuele magnitudes van de twee componenten : mv1 en mv2.
- de schijnbare afstand tussen de twee componenten a, in boogseconden.
- de periode P in jaar

Daarnaast is ook kennis van de twee bolometrische correcties BC1 en BC2 vereist. De bolometrische correctie kan worden afgeleid uit de effectieve temperatuur (temperatuur aan het oppervlak) van een ster.

## Iteratieve methode
De methode berekent opeenvolgende benaderingen van de massa's M1 en M2 van de twee componenten. Als startwaarden kan men beide massa's gelijk aan 1 zonsmassa nemen. De opeenvolgende stappen zijn dan:
- Men berekent de afstand A (in astronomische eenheden door middel van de wet van Kepler:

{\displaystyle (M_{1}+M_{2})P^{2}=A^{3}}
- De parallax p in boogseconden volgt dan uit:

{\displaystyle p=a/A}
- De absolute visuele magnitudes van de twee sterren zijn dan:

{\displaystyle M_{\mathrm {v1} }=m_{\mathrm {v1} }+5+5\log(p)}
{\displaystyle M_{\mathrm {v2} }=m_{\mathrm {v2} }+5+5\log(p)}
- De bolometrische magnitudes zijn dan:

{\displaystyle M_{\mathrm {b1} }=M_{\mathrm {v1} }+BC_{1}}
{\displaystyle M_{\mathrm {b2} }=M_{\mathrm {v2} }+BC_{2}}
Deze formules stemmen overeen met het feit dat de bolometrische correctie een negatief getal is.
- Vervolgens kunnen de  verbeterde waarden van de massa's bekomen worden uit de massa-lichtkrachtrelatie voor hoofdreekssterren:

{\displaystyle \log(M_{1})=0{,}58-0{,}112\,M_{\mathrm {b1} }}
{\displaystyle \log(M_{2})=0{,}58-0{,}112\,M_{\mathrm {b2} }}
Deze nieuwe schattingen van de massa's kunnen dan weer als invoer dienen voor de volgende iteratie.

## Voorbeeld
De ster η Cas heeft als waarnemingsgegevens:
- P = 526 jaar,  a = 12".21,  {\displaystyle m_{\mathrm {v1} }} = 3,7,  {\displaystyle m_{\mathrm {v2} }} = 7,4,  BC1 = −0,03,  BC2 = 0,67

De iteraties voor de massa's, uitgedrukt in zonsmassa, zijn:
- Startwaarden  : 1,00 en 1,00
- Na iteratie 1 : 1,18 en 0,54
- Na iteratie 2 : 1,15 en 0,52
- Na iteratie 3 : 1,14 en 0,52
- Na iteratie 4 : 1,14 en 0,52

Gezien het feit dat de massa's geconvergeerd zijn, is ook de parallax p geconvergeerd. Deze is verbonden met de afstand D van de ster door de relatie:
{\displaystyle D\,=\,1/p}
waarbij de afstand D in parsec is uitgedrukt. 
Voor deze ster (met p = 0".158) bekomt men dus: D = 6,3 parsec = 20,6 lichtjaar.

## Referentie
- P. Hellings Astrophysics with a PC, (1994) Willmann-Bell, Richmond, Virginia, ISBN 0-943396-43-3.